# شيلدز الجنوبية (دائرة انتخابية في المملكة المتحدة)
شيلدز الجنوبية (بالإنجليزية: South Shields)‏ هي إحدى الدوائر الانتخابية في المملكة المتحدة الممثلة في مجلس العموم في برلمان المملكة المتحدة.
عضو البرلمان الذي يمثلها حالياً هو :Rt Hon David Miliband (Lab).